# Louise Grütter
Anna Louise Grütter (* 17. September 1879 in Hindelbank; † 12. März 1959 in Bern), heimatberechtigt in Seeberg war eine Schweizer Seminar- und Fortbildungslehrerin, Nachwuchsförderin für Frauenrechtlerinnen, aktives Mitglied der Frauenausbildung und der nationalen wie internationalen Frauenbewegung.

## Leben und Arbeit
Anna Louise Grütter wuchs mit zehn Geschwistern im reformierten Pfarrhaus Hindelbank auf, wo das Lehrerinnenseminar untergebracht war und ihr Vater Karl als Seminardirektor und Pfarrer amtete. Bevor sie an der Universität studieren konnte, musste sie den damals üblichen weiblichen Umweg gehen. Erst bestand sie mit 16 Jahren das Patentexamen als Primarlehrerin, half dann der Mutter, der Lehrerin Anna Maria Grütter-Isler, im weitläufigen Haushalt und arbeitete in England. Schliesslich konnte sie die Lehramtsschule an der Universität Bern besuchen und berufsbegleitend mit der Dissertation «Stoffauswahl und Selbsttätigkeit im freien Aufsatz» promovieren und als Lehrerin arbeiten.
Von einer höheren Lehrerkarriere an einem öffentlichen Gymnasium war sie als Frau in ihrer Zeit ausgeschlossen. Weit über drei Jahrzehnte, von 1905 bis 1942, lehrte Grütter an der damaligen Neuen Mädchenschule NMS Bern. Um 1930 half sie, die Oberabteilung zu einer Diplomklasse auszubauen.
Grütter wurde in den 1920er-Jahren in den nationalen und internationalen Gremien der Stimmrechtsbewegung aktiv. 1926 bis 1941 präsidierte sie den Stimmrechtsverein Bern. Sie war beim Zweiten Schweizerischen Kongress für Fraueninteressen 1921, bei der Schweizerischen Ausstellung für Frauenarbeit (SAFFA) 1928 und der Petition für das Frauenstimmrecht in der Schweiz 1929 aktiv dabei. Sie arbeitete 1929 bis 1958 im Vorstand des bernischen Frauenbundes (heute Frauenzentrale). Die Vereinigung bernischer Akademikerinnen gründete sie 1923 mit. 1933 half sie beim Aufbau der überparteilichen und interkonfessionellen Schweizer Arbeitsgemeinschaft «Frau und Demokratie», die sich gegen Frontenbewegungen und Diktaturen richtete und öffentlich die schweizerische Demokratie unterstützte. Im Bund Schweizerischer Frauenvereine wirkte Grütter von 1936 bis 1946 als Kommissionspräsidentin für Friedensarbeit mit. Sie leitete im Zweiten Weltkrieg ferner das Berner Hilfswerk für Emigrantenkinder, wirkte im Evangelischen Frauenbund und in der Internationalen Frauenliga für Frieden und Freiheit IFFF.

## Ehrung
Ihr zu Ehren wurde der Anna-Louise-Grütter-Fonds gestiftet.

## Werke
- Stoffauswahl und Selbsttätigkeit im freien Aufsatz. Bern: Rösch & Schatzmann 1915. (Diss. Phil. Bern, 1913).
- Schattenrisse (bernische Frauen). In: Bern 600 Jahre im Bund der Eidgenossen. Bern: Der Bund 1953 (= Der Bund Sondernummer vom 13. Juni 1953), Seiten 60 und 62.
- Die Frau im öffentlichen Leben. Referat, gehalten an der Generalversammlung in Schinznach. In: Mitteilungen der Neuen Helvetischen Gesellschaft 9 (1923), No. 6 (März / April), Seiten 112–119.

## Archive
- Archiv Gosteli Foundation (AGoF), Worblaufen